# Andreas Kramer (Leichtathlet)
Jens Andreas Kramer (* 13. April 1997 in Partille) ist ein schwedischer Leichtathlet, der sich auf den 800-Meter-Lauf spezialisiert hat, in dem er Halter des Nationalrekords ist. 2024 feierte er mit dem Gewinn der Silbermedaille bei den Hallenweltmeisterschaften in Glasgow seinen bislang größten sportlichen Erfolg.

## Sportliche Laufbahn
Andreas Kramer trat erstmals 2012 bei den schwedischen U16-Meisterschaften an, wo er im August den 800- und den 2000-Meter-Lauf gewann. 2013 verbesserte er seine Bestzeit über 800 Meter um fast drei Minuten, 2014 dann nochmal um mehr als drei Minuten auf 1:51,75 min. Im März 2015 nahm Kramer bei den Halleneuropameisterschaften in Prag im Alter von 17 Jahren erstmals an internationalen Meisterschaften bei den Erwachsenen teil. Im Vorlief lief er eine Zeit von 1:50,34 min und belegte damit den 26. Platz. Im Mai stellte er bei einem Wettkampf im belgischen Lokeren in 1:49,62 min einen europäischen Juniorenhallenrekord auf. Bei den U20-Europameisterschaften im August in seiner schwedischen Heimat belegte er den sechsten Platz.
Im Frühjahr 2016 trat er bei den Hallenweltmeisterschaften in Portland an. Als Vierter in seinem Halbfinale scheiterte er knapp am Einzug in das Finale und landete in der Summe auf dem siebten Platz. Bei den U20-Weltmeisterschaften in Bydgoszcz verpasste er in 1:47,65 min den Einzug in das Finale und wurde mit der Zeit Neunter. 2017 wurde er zunächst Achter bei den Halleneuropameisterschaften in Belgrad. Im Juli gewann er in 1:48,15 min die Goldmedaille bei den U23-Europameisterschaften. Bei den Weltmeisterschaften in London zog er in das Halbfinale ein, in dem er als Sechster seines Laufs ausschied. 2017 wurde er zudem erstmals schwedischer Meister bei den Erwachsenen. Bei den Hallenweltmeisterschaften 2018 wurde er Siebter. Mit der Silbermedaille von den Europameisterschaften in Berlin feierte er seinen bislang größten sportlichen Erfolg. Im Finale bestätigte er mit 1:45,03 min seinen zuvor im Juli, im schwedischen Karlstad aufgestellten, Nationalrekord.
2019 lief Kramer bei einem Hallenmeeting in Karlsruhe eine neue Bestzeit von 1:46,52 min. Bei den Halleneuropameisterschaften in Glasgow wurde er Siebter. Im Oktober, bei den Weltmeisterschaften in Doha, schied er im Vorlauf aus. 2020 konnte er beim Golden Spike Meeting im September in Ostrava in 1:44,47 min eine neue Bestleistung aufstellen. 2021 gewann Kramer zum sechsten Mal in Folge den Titel über 800 Meter bei den Schwedischen Hallenmeisterschaften. Seit 2016 hatte er bereits Über diese Distanz ging er anschließend Anfang März bei den Halleneuropameisterschaften in Toruń an den Start und zog dabei in das Halbfinale ein. Darin verpasste er als Dritter seines Laufes knapp den Einzug in das Finale. Im Laufe der Saison schaffte er die Qualifikation für die Olympischen Sommerspiele in Tokio. In Seinem Vorlauf lief er mit 1:46,44 min die fünftschnellste Zeit und verpasste damit den Einzug in das Halbfinale. Im Frühjahr 2022 trat er bei den Hallenweltmeisterschaften in Belgrad an. Als Zweiter seines Vorlaufes erreichte er das Finale, das er auf dem fünften Platz beendete. Im Sommer nahm er in den USA an den Weltmeisterschaften teil. Er erreichte als Sechster seines Vorlaufs das Halbfinale, worin er als insgesamt 21. ausschied. Bei den anschließenden Europameisterschaften in München verpasste er als Vierter im Finale knapp eine Medaille.
2023 trat Kramer Anfang März bei den Halleneuropameisterschaften in Istanbul an. Dabei konnte er in das Finale einziehen, das er als Fünfter beendete. Im Juni 2023 lief er einen neuen schwedischen Rekord über 1000 Meter in 2:16,96 min in Göteborg. Bei den Europameisterschaften Anfang Juni in Rom belegte er den fünften Platz im Finale. Im Laufes des Juli blieb er in zwei Wettkämpfen im Rahmen der Diamond League unterhalb von 1:44:00 min.
2024 gewann Kramer bei den Hallenweltmeisterschaften in Glasgow die Silbermedaille.

## Wichtige Wettbewerbe
| Jahr                 | Veranstaltung               | Ort                  | Platz                | Disziplin            | Zeit                 |
| Startet für Schweden | Startet für Schweden        | Startet für Schweden | Startet für Schweden | Startet für Schweden | Startet für Schweden |
| -------------------- | --------------------------- | -------------------- | -------------------- | -------------------- | -------------------- |
| 2015                 | Halleneuropameisterschaften | Prag                 | 26.                  | 800 m                | 1:50,34 min          |
| 2015                 | U20-Europameisterschaften   | Eskilstuna           | 6.                   | 800 m                | 1:50,66 min          |
| 2016                 | Hallenweltmeisterschaften   | Portland             | 7.                   | 800 m                | 1:49,46 min          |
| 2016                 | U20-Weltmeisterschaften     | Bydgoszcz            | 9.                   | 800 m                | 1:47,65 min          |
| 2017                 | Halleneuropameisterschaften | Belgrad              | 8.                   | 800 m                | 1:49,53 min          |
| 2017                 | U23-Europameisterschaften   | Bydgoszcz            | 1.                   | 800 m                | 1:48,15 min          |
| 2017                 | Weltmeisterschaften         | London               | 11.                  | 800 m                | 1:46,25 min          |
| 2018                 | Hallenweltmeisterschaften   | Birmingham           | 7.                   | 800 m                | 1:47,21 min          |
| 2018                 | Europameisterschaften       | Berlin               | 2.                   | 800 m                | 1:45,03 min          |
| 2019                 | Halleneuropameisterschaften | Glasgow              | 7.                   | 800 m                | 1:48,06 min          |
| 2019                 | U23-Europameisterschaften   | Gävle                | 10.                  | 800 m                | 1:50,17 min          |
| 2019                 | Weltmeisterschaften         | Doha                 | 28.                  | 800 m                | 1:46,74 min          |
| 2021                 | Halleneuropameisterschaften | Toruń                | 7.                   | 800 m                | 1:46,87 min          |
| 2021                 | Olympische Sommerspiele     | Tokio                | 30.                  | 800 m                | 1:46,44 min          |
| 2022                 | Hallenweltmeisterschaften   | Belgrad              | 5.                   | 800 m                | 1:46,76 min          |
| 2022                 | Weltmeisterschaften         | Eugene               | 21.                  | 800 m                | 1:46,71 min          |
| 2022                 | Europameisterschaften       | München              | 4.                   | 800 m                | 1:45,38 min          |
| 2023                 | Halleneuropameisterschaften | Istanbul             | 5.                   | 800 m                | 1:48,15 min          |
| 2024                 | Hallenweltmeisterschaften   | Glasgow              | 2.                   | 800 m                | 1:45,27 min          |
| 2024                 | Europameisterschaften       | Rom                  | 5.                   | 800 m                | 1:45,70 min          |

## Persönliche Bestleistungen
Freiluft
- 400 m: 49,29 s, 5. August 2016, Hässleholm
- 800 m: 1:43,13 min, 12. Juli 2024, Monaco, (schwedischer Rekord)
- 1000 m: 2:16,96 min, 18. Juni 2023, Göteborg, (schwedischer Rekord)
- 1500 m: 3:38,57 min, 12. Juni 2022, Sollentuna

Halle
- 400 m: 47,75 s, 25. Januar 2019, Ulsteinvik
- 800 m: 1:45,09 min, 17. Februar 2021, Toruń (schwedischer Rekord)
- 1500 m: 3:40,84 min, 27. Februar 2022, Växjö

## Sonstiges
Andreas Kramer betreibt seit seinem siebten Lebensjahr Leichtathletik. 2018 nahm er ein Maschinenbaustudium an der Technischen Universität in Göteborg auf. Neben seinem täglichen Training arbeitete er in der Kundenbetreuung einer Bank.